# Destino: el vacío
Destino: el vacío (Destination: Void) es una novela de ciencia ficción del autor estadounidense Frank Herbert, la primera de cuatro novelas de la serie La secuencia de Pandora (Pandora Sequence). Apareció por primera vez en Galaxy Magazine —ilustrado por John Giunta— en agosto de 1965, bajo el título "¿Sueño o estoy despierto?", pero se publicó en forma de libro como Destino: el vacío al año siguiente. En 1978 se publicó una edición revisada, editada y actualizada por el autor. El libro es independiente, pero la historia continúa, y se adorna con más detalles del proyecto Moonbase y la historia de los clones, en las otras novelas de Herbert El incidente Jesus (The Jesus Incident), El efecto Lázaro (The Lazarus Effect) y El factor ascensión (The Ascension Factor), en coautoría con Bill Ransom.

## Resumen de la trama
En el futuro, la humanidad ha tratado de desarrollar inteligencia artificial, con éxito solo una vez, y luego desastrosamente. Una transmisión desde el sitio del proyecto en una isla en Puget Sound, "¡conciencia rebelde!", fue seguida por una matanza y destrucción, que culminó con la desaparición de la isla de la faz de la Tierra.
El proyecto actual se está ejecutando en la luna, y el libro cuenta la historia del séptimo intento de una serie de experimentos para crear una conciencia artificial. Por cada intento, los científicos crían un grupo de clones. Estos clones se mantienen aislados y criados para creer que serán la tripulación de una nave espacial que colonizará un planeta en el sistema solar de Tau Ceti (Tau Ceti no tiene un planeta habitable; su elección, en caso de que logren llegar a él, es parte de la frustración planificada de la tripulación). La nave espacial tardará cientos de años en llegar al sistema y la tripulación pasará la mayor parte del tiempo en hibernación. Junto con la tripulación de seis, la nave transporta miles de otros clones en hibernación, con la intención de poblar la nueva colonia y, si es necesario, proporcionar reemplazos para los miembros de la tripulación que mueren en el camino.
La tripulación son solo cuidadores: la nave está controlada por un cerebro humano incorpóreo, llamado "Núcleo Mental Orgánico" u "OMC" (de Organic Mental Core), que ejecuta las operaciones complejas de la nave y la mantiene en movimiento en el espacio. Pero los dos primeros OMC (Myrtle y Little Joe) se vuelven catatónicos, mientras que el tercer OMC se vuelve loco y mata a dos de los miembros de la tripulación del ombligo. A la tripulación solo le queda una opción: construir una conciencia artificial que permita que la nave continúe con su viaje. La tripulación sabe que si intentan retroceder, se les ordenará abortar (autodestruirse).
Los clones han sido criados y cuidadosamente seleccionados con fines psicológicos para reforzarse entre sí, así como para proporcionar varias habilidades especializadas que les darán la mejor oportunidad de éxito. La tripulación incluye un capellán-psiquiatra, Raja Flattery, que conoce su verdadero propósito, que se planeó la destrucción de los "OMC". Es consciente de que otras seis naves han hecho el mismo viaje antes que la suya, y que cada una de ellas falló. Entiende la naturaleza de la prueba: crear un entorno de alta presión psicológica en el que la brillantez pueda surgir por necesidad, crear en la seguridad del vacío lo que los humanos no podrían crear con seguridad en la Tierra. La nave espacial Earthling número siete finalmente tiene éxito, y las consecuencias de su éxito forman la base de la trama de las novelas que siguen y constituyen La secuencia de Pandora.